# 虹を呼ぶ男
『虹を呼ぶ男』（にじをよぶおとこ）は、水島新司による日本の野球漫画。後半は相撲漫画にもなる。『週刊少年チャンピオン』（秋田書店）で1987年から1989年まで連載。

## 概要
当時セントラル・リーグの下位に低迷していたヤクルトスワローズが舞台。同球団の救世主となるべく、日本人最高年俸（当時）の3億円で入団した七夕竹之丞の物語。
昭和最後、平成最初の水島漫画のひとつである。大長編『大甲子園』を描ききった後の連載作であり、前作から一転、細かいことに拘泥しない破天荒なストーリーとなっている。
連載中の「ミスター」長嶋茂雄の息子・長嶋一茂のヤクルト入団により、七夕と一茂の対決がストーリーの主軸となるも、現実の一茂の不振もあり人気は低迷、後半は相撲漫画へと路線変更することになる。

## 登場人物
七夕 竹之丞（たなばた たけのじょう）
主人公。テストを受けて、契約金100円、年俸3億円でヤクルトに入団。背番号「10000」。ちなみに年俸3億円は、当時鳴り物入りでヤクルトに入団したボブ・ホーナーの年俸と合わせている。
入団後は丸山コーチなどから詐欺師と疑われながら図抜けた成績を残していく。当初は三塁手だったが、長嶋一茂の入団にともない、投手へコンバート。戦後のプロ野球では初の「先発4番ピッチャー」となった。4打席連続本塁打、ともにオープン戦ながら2度の完全試合達成など次々と超人級の偉業をなす。
1988年オフ、ひょんなことから「プロ野球のシーズンオフ限定力士」として角界入り、翌1989年1月場所幕下付出で初土俵を踏み、7戦全勝優勝をやってのける。相撲協会から特に請われて、翌3月場所には十両力士として出場、ここでも優勝してしまった。
四股名は「七夕山」。当時の決まり手である70手には無い技で勝つ度に、審議して決まり手の名前を考えるという事態が発生した。作中に出てきた新技は、「天の川崩し」「張り飛ばし」「とにかく七夕」「馬跳び送り」「かんぬき投げ」「足首投げ」「背面落とし」「謝った」。
『ドカベン ドリームトーナメント編』で再登場。新球団・新潟ドルフィンズに入団する。背番号は本作同様、「10000」。

### 野球界
芦川 誠（あしかわ まこと）
ヤクルトの正三塁手候補。背番号「42」。二軍から努力して一軍に上がってきた叩き上げの選手。連載当初こそ七夕の好敵手だったが、やがて長嶋一茂の入団もあって、すっかり忘れられた存在になってしまった。
同じ水島漫画の「あぶさん」に同名の近鉄の投手が登場するが、関係は不明。モデルは水島の草野球仲間である同名の俳優・芦川誠とされている。
長嶋一茂（ながしま かずしげ）
かつての「ミスタープロ野球」長嶋茂雄の息子。球界あげての注目の中、ヤクルト入り。七夕と三塁手の座を争う（結果として、七夕の投手コンバートで正三塁手となった）。ここぞという場面でのファインプレーや殊勲打は父親譲り。
松園尚巳（まつぞの ひさみ）
ヤクルトのオーナーかつ、親会社のヤクルト本社の社長。
七夕を一目見てほれ込み、破格の条件で迎え入れる。その後も七夕の出場試合には足しげく通い、その熱意はベンチの采配に影響を与えるほどだった。
丸山完二（まるやま かんじ）
ヤクルトのコーチ。七夕を詐欺師と疑い、彼の入団後も化けの皮を剥ごうと策を弄する。七夕がどれだけの結果を残してもその疑いは晴れることがなかった。
関根潤三（せきね じゅんぞう）
ヤクルトの監督。どこまで本気なのか冗談なのか判らない言動もあったが、オーナーの一存で入団が決まった七夕を、飄々と使いこなしていた。七夕の角界入りには猛反対で、オーナーに噛み付く一面もあった。

### 相撲界
二子山勝治（ふたごやま かつじ）
日本相撲協会理事長。
七夕の角界入りを「やってみる価値あり」と受け入れるが、その七夕に幕下優勝を許したのを相撲界の屈辱として、翌場所への出場を松園オーナーに懇願する。結果として、七夕に十両でも優勝されてしまい、プロ野球がオフシーズンである1月・3月場所には、いつでも出場して良いという免状を与える。
高波親方（たかなみおやかた）
相撲部屋「高波部屋」の親方。七夕はこの部屋の所属となる。
義経（よしつね）
安宅の関部屋の三羽烏の1人。幕内力士。出稽古に来た七夕と立ち会う。七夕のぶちかましを受けても微動だにしないほど足腰が強い。七夕が十両優勝したところで連載が終了したため、義経との再戦は描かれなかった。
弁慶（べんけい）
安宅の関部屋の三羽烏の1人。十両力士。出稽古に来た七夕と立ち会い、敗れる。3月場所で優勝を賭けて七夕と再戦するが敗れる。
戸樫（とがし）
安宅の関部屋の三羽烏の1人。幕下の筆頭力士。出稽古に来た七夕と立ち会い、敗れる。
超重岩（ちょうじゅういわ）
平岩部屋の力士。ハワイ出身の外人力士で、体重は250kg。
1月場所で七夕と対戦し敗れた後、十両に昇進して再び七夕と対戦するが敗れる。体重を利した突き・寄り・押しだけの力士だったが、3月場所での七夕との対戦で初めて投げ技を使う。
大虎（おおとら）
1月場所で七夕が最後に対戦した力士。大力部屋出身。酒好きで、肝臓を壊したため、長期休場して幕内から幕下になった。
北怪童（ほっかいどう）
3月場所で七夕が最初に対戦した十両筆頭の力士。荒海部屋出身。本名は谷口剛（たにぐち つよし）。
七夕に初めて土をつけた（決まり手は勇み足）。学生時代は野球をしていたが、家庭の事情で断念して相撲部屋に入門した。